# L'Estréchure
L'Estréchure est une commune française située dans le nord-ouest du département du Gard, en région Occitanie.
Exposée à un climat méditerranéen, elle est drainée par le Gardon de Saint-Jean et par divers autres petits cours d'eau. Incluse dans les Cévennes, la commune possède un patrimoine naturel remarquable : un site Natura 2000 (la « vallée du Gardon de Saint-Jean ») et deux zones naturelles d'intérêt écologique, faunistique et floristique.
L'Estréchure est une commune rurale qui compte 152 habitants en 2022, après avoir connu un pic de population de 612 habitants en 1886.  Ses habitants sont appelés les Estréchurois ou  Estréchuroises.
Le patrimoine architectural de la commune comprend un immeuble protégé au titre des monuments historiques : l'église de Saint-Martin-de-Corconac, classée en 2012.

## Géographie

### Localisation
La commune est située dans le nord-ouest du département du Gard. Elle est limitrophe de la Lozère.

### Communes limitrophes
Les communes limitrophes sont  Les Plantiers, Moissac-Vallée-Française, Peyrolles-en-Cévennes, Saumane, Soudorgues et Val-d'Aigoual.
| Saumane       | Moissac-Vallée-Française (Lozère) |           |
| Les Plantiers | L'Estréchure                      | Peyrolles |
| Val-d'Aigoual | Soudorgues                        |           |

### Hydrographie
L'Estréchure s'étend le long du Gardon à une altitude de 300 m et plus pour certains écarts.

### Climat
Pour des articles plus généraux, voir Climat de l'Occitanie et Climat du Gard.
En 2010, le climat de la commune est de type climat méditerranéen franc, selon une étude s'appuyant sur une série de données couvrant la période 1971-2000. En 2020, Météo-France publie une typologie des climats de la France métropolitaine dans laquelle la commune est dans une zone de transition entre le climat de montagne et le climat méditerranéen et est dans la région climatique Provence, Languedoc-Roussillon, caractérisée par une pluviométrie faible en été, un très bon ensoleillement (2 600 h/an), un été chaud (21,5 °C), un air très sec en été, sec en toutes saisons, des vents forts (fréquence de 40 à 50 % de vents > 5 m/s) et peu de brouillards.
Pour la période 1971-2000, la température annuelle moyenne est de 12,5 °C, avec une amplitude thermique annuelle de 16,2 °C. Le cumul annuel moyen de précipitations est de 1 352 mm, avec 8,4 jours de précipitations en janvier et 4,1 jours en juillet. Pour la période 1991-2020, la température moyenne annuelle observée sur la station météorologique la plus proche, située sur la commune de Saint-Jean-du-Gard à 8 km à vol d'oiseau, est de 13,8 °C et le cumul annuel moyen de précipitations est de 1 437,7 mm,. Pour l'avenir, les paramètres climatiques de la commune estimés pour 2050 selon différents scénarios d’émission de gaz à effet de serre sont consultables sur un site dédié publié par Météo-France en novembre 2022.

### Milieux naturels et biodiversité

#### Espaces protégés
La protection réglementaire est le mode d’intervention le plus fort pour préserver des espaces naturels remarquables et leur biodiversité associée,.
Dans ce cadre, la commune fait partie de l'aire d'adhésion du Parc national des Cévennes. Ce  parc national, créé en 1967, est un territoire de moyenne montagne formé de cinq entités géographiques : le massif de l'Aigoual, le causse Méjean avec les gorges du Tarn et de la Jonte, le mont Lozère, les vallées cévenoles ainsi que le piémont cévenol.
La commune fait partie de la zone de transition des Cévennes, un territoire d'une superficie de 116 032 ha reconnu réserve de biosphère par l'UNESCO en 1985 pour la mosaïque de milieux naturels qui la composent et qui abritent une biodiversité exceptionnelle, avec 2 400 espèces animales, 2 300 espèces de plantes à fleurs et de fougères, auxquelles s’ajoutent d’innombrables mousses, lichens, champignons,.

#### Réseau Natura 2000

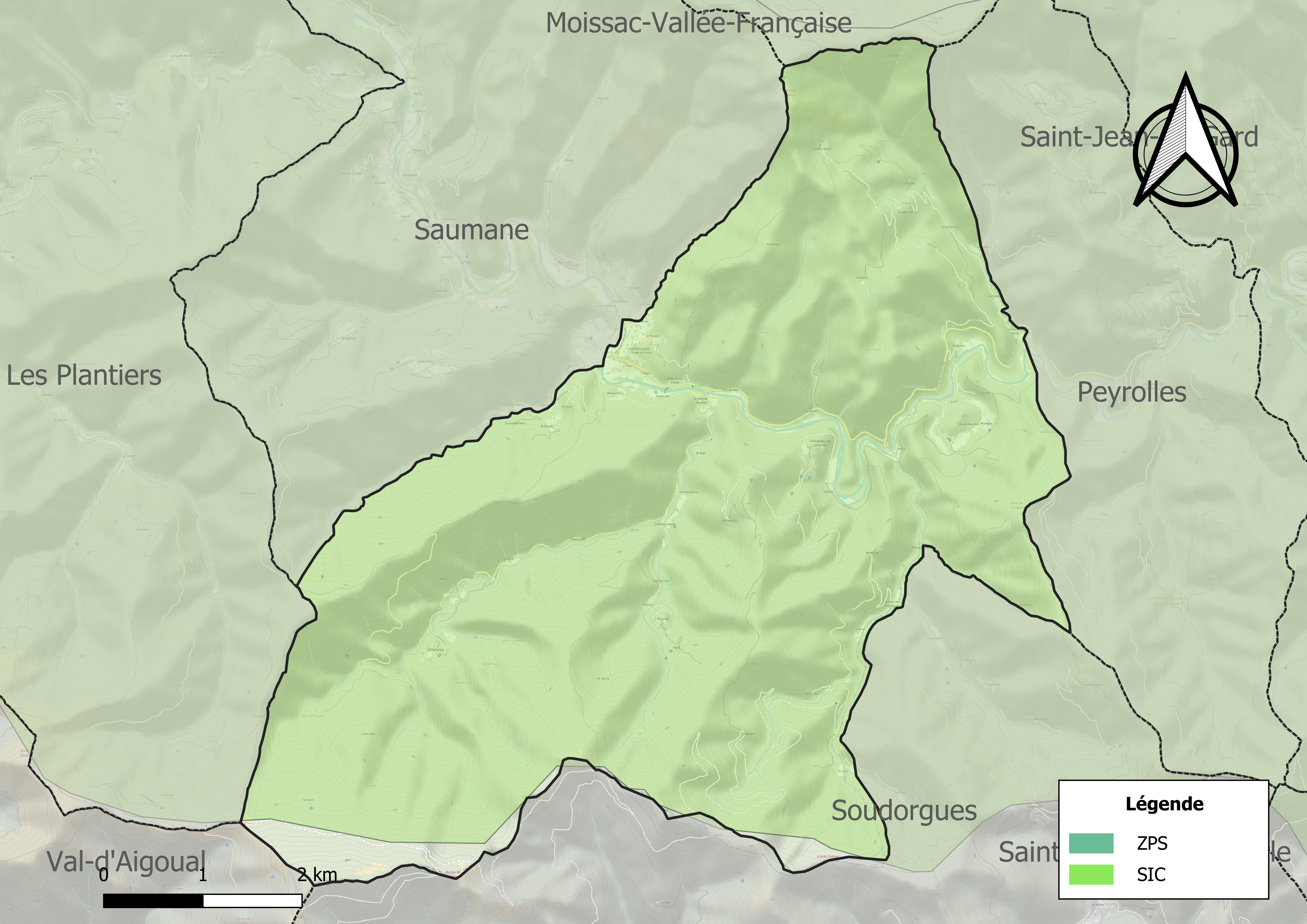
Site Natura 2000 sur le territoire communal.

Le réseau Natura 2000 est un réseau écologique européen de sites naturels d'intérêt écologique élaboré à partir des directives habitats et oiseaux, constitué de zones spéciales de conservation (ZSC) et de zones de protection spéciale (ZPS).
Un site Natura 2000 a été défini sur la commune au titre de la directive habitats : la « vallée du Gardon de Saint-Jean », d'une superficie de 19 020 ha, présentant une variété d’habitats naturels d’intérêt communautaire remarquables (22 génériques dont cinq prioritaires).

#### Zones naturelles d'intérêt écologique, faunistique et floristique
L’inventaire des zones naturelles d'intérêt écologique, faunistique et floristique (ZNIEFF) a pour objectif de réaliser une couverture des zones les plus intéressantes sur le plan écologique, essentiellement dans la perspective d’améliorer la connaissance du patrimoine naturel national et de fournir aux différents décideurs un outil d’aide à la prise en compte de l’environnement dans l’aménagement du territoire.
Une ZNIEFF de type 1 est recensée sur la commune :
la « vallée du Gardon de Saint-Jean entre Saumane et Saint-Jean-du-Gard » (172 ha), couvrant 5 communes du département et une ZNIEFF de type 2, : 
les « Hautes vallées des Gardons » (73 898 ha), couvrant 48 communes dont 27 dans le Gard et 21 dans la Lozère.

Carte des ZNIEFF de type 1 et 2 à L'Estréchure.
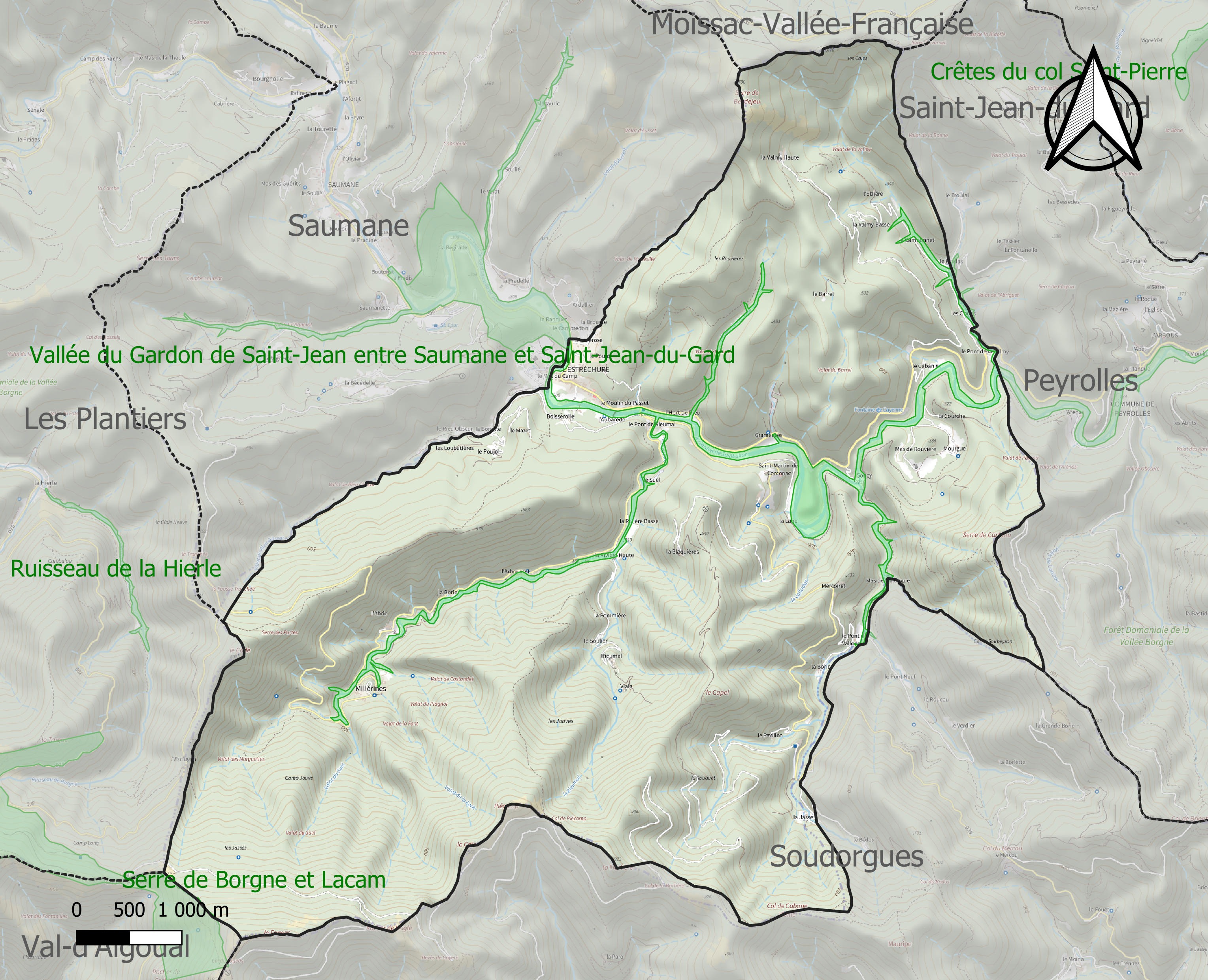
Carte de la ZNIEFF de type 1 sur la commune.
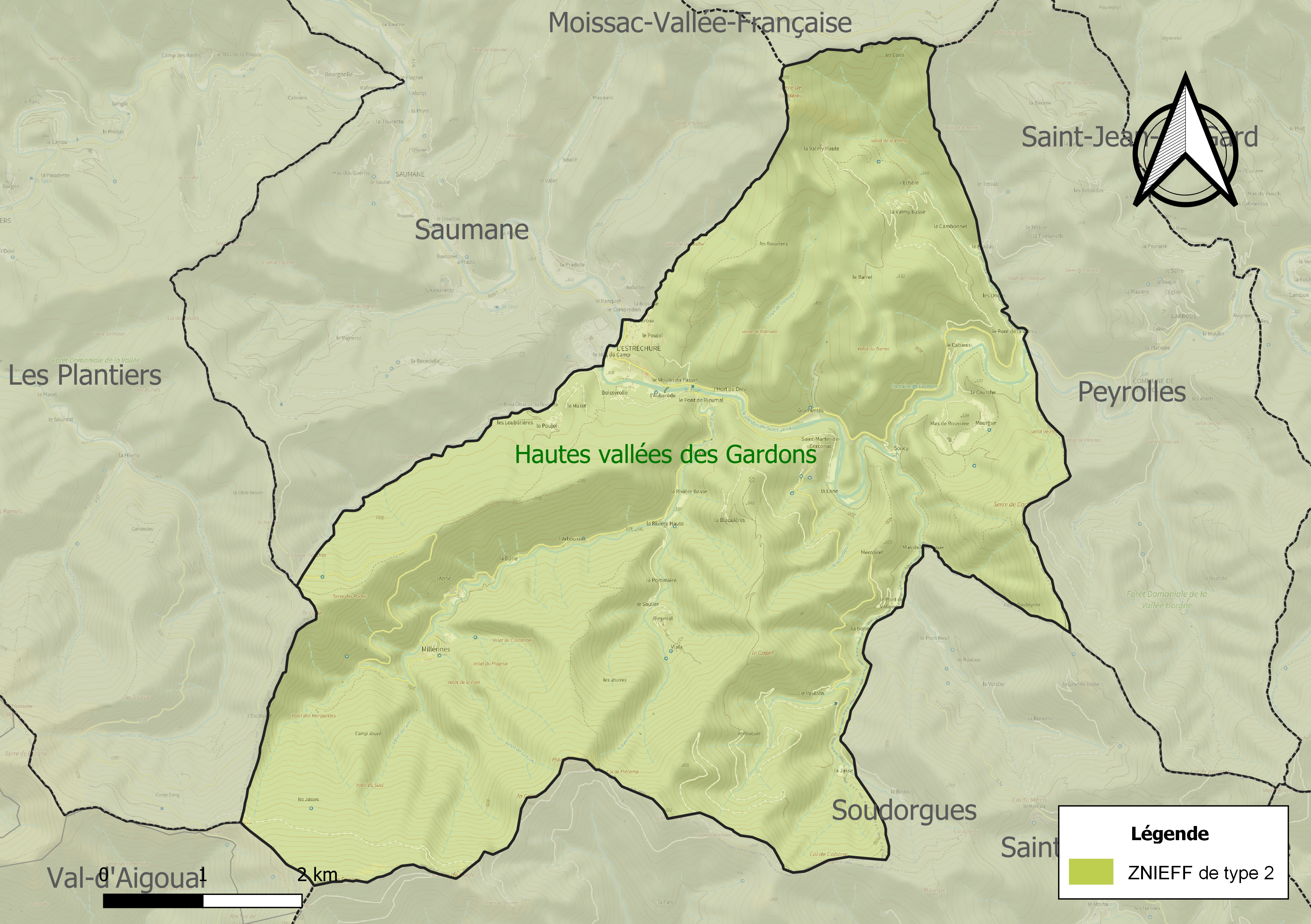
Carte de la ZNIEFF de type 2 sur la commune.

## Urbanisme

### Typologie
Au 1er janvier 2024, L'Estréchure est catégorisée commune rurale à habitat très dispersé, selon la nouvelle grille communale de densité à sept niveaux définie par l'Insee en 2022.
Elle est située hors unité urbaine et hors attraction des villes,.

### Occupation des sols

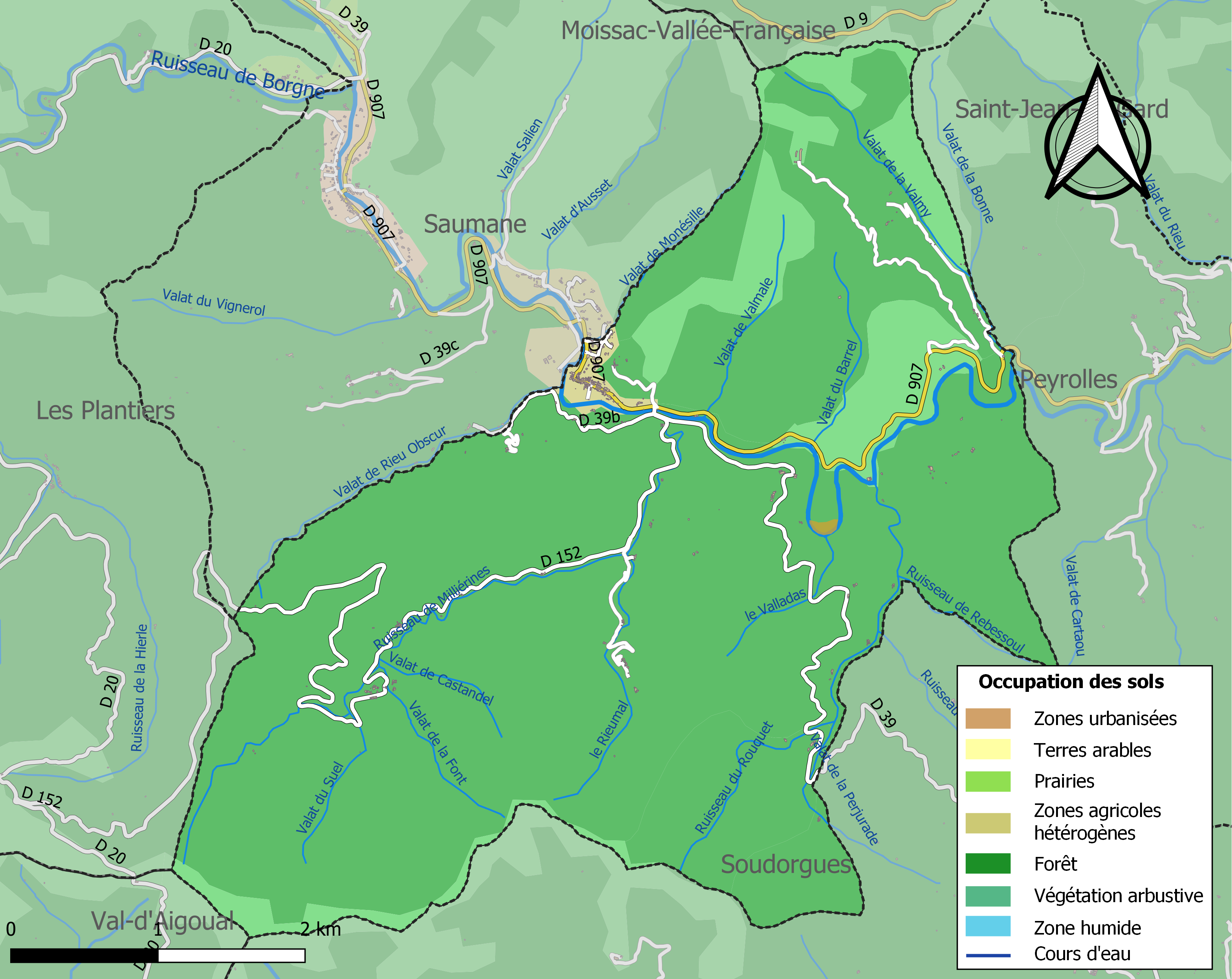
Carte des infrastructures et de l'occupation des sols de la commune en 2018 (CLC).

L'occupation des sols de la commune, telle qu'elle ressort de la base de données européenne d’occupation biophysique des sols Corine Land Cover (CLC), est marquée par l'importance des forêts et milieux semi-naturels (99,2 % en 2018), une proportion identique à celle de 1990 (99,2 %). La répartition détaillée en 2018 est la suivante : 
forêts (88,1 %), milieux à végétation arbustive et/ou herbacée (11 %), zones agricoles hétérogènes (0,8 %). L'évolution de l’occupation des sols de la commune et de ses infrastructures peut être observée sur les différentes représentations cartographiques du territoire : la carte de Cassini (XVIIIe siècle), la carte d'état-major (1820-1866) et les cartes ou photos aériennes de l'IGN pour la période actuelle (1950 à aujourd'hui).

### Lieux-dits, hameaux et écarts
- Saint-Martin-de-Corconac, hameau situé sur la route menant à Lasalle. Ce chemin desservant la vallée au Moyen Âge a laissé sa trace fréquentée aujourd'hui par les randonneurs, il s'agit du sentier dit de la Diligence ;
- Millérines.

### Habitat et logement
En 2018, le nombre total de logements dans la commune était de 234, alors qu'il était de 232 en 2013 et de 225 en 2008.
Parmi ces logements, 37,3 % étaient des résidences principales, 58,4 % des résidences secondaires et 4,3 % des logements vacants. Ces logements étaient pour 81,9 % d'entre eux des maisons individuelles et pour 16,8 % des appartements.
Le tableau ci-dessous présente la typologie des logements à l'L'Estréchure en 2018 en comparaison avec celle du Gard et de la France entière. Une caractéristique marquante du parc de logements est ainsi une proportion de résidences secondaires et logements occasionnels (58,4 %) très supérieure à celle du département (13,1 %) et à celle de la France entière (9,7 %). Concernant le statut d'occupation de ces logements, 69,8 % des habitants de la commune sont propriétaires de leur logement (68,7 % en 2013), contre 59,1 % pour le Gard et 57,5 % pour la France entière.
| Typologie                                               | L'Estréchure | Gard | France entière |
| ------------------------------------------------------- | ------------ | ---- | -------------- |
| Résidences principales (en %)                           | 37,3         | 78,5 | 82,1           |
| Résidences secondaires et logements occasionnels (en %) | 58,4         | 13,1 | 9,7            |
| Logements vacants (en %)                                | 4,3          | 8,4  | 8,2            |

### Risques naturels et technologiques
Le territoire de la commune de l'Estréchure est vulnérable à différents aléas naturels : météorologiques (tempête, orage, neige, grand froid, canicule ou sécheresse), inondations, feux de forêts, mouvements de terrains et séisme (sismicité faible). Il est également exposé à un risque particulier : le risque de radon. Un site publié par le BRGM permet d'évaluer simplement et rapidement les risques d'un bien localisé soit par son adresse soit par le numéro de sa parcelle.

#### Risques naturels
Certaines parties du territoire communal sont susceptibles d’être affectées par le risque d’inondation par débordement de cours d'eau, notamment le Gardon de Saint-Jean. La commune a été reconnue en état de catastrophe naturelle au titre des dommages causés par les inondations et coulées de boue survenues en 1982, 1992, 1993, 1994, 1995, 2002, 2011, 2014 et 2020,.

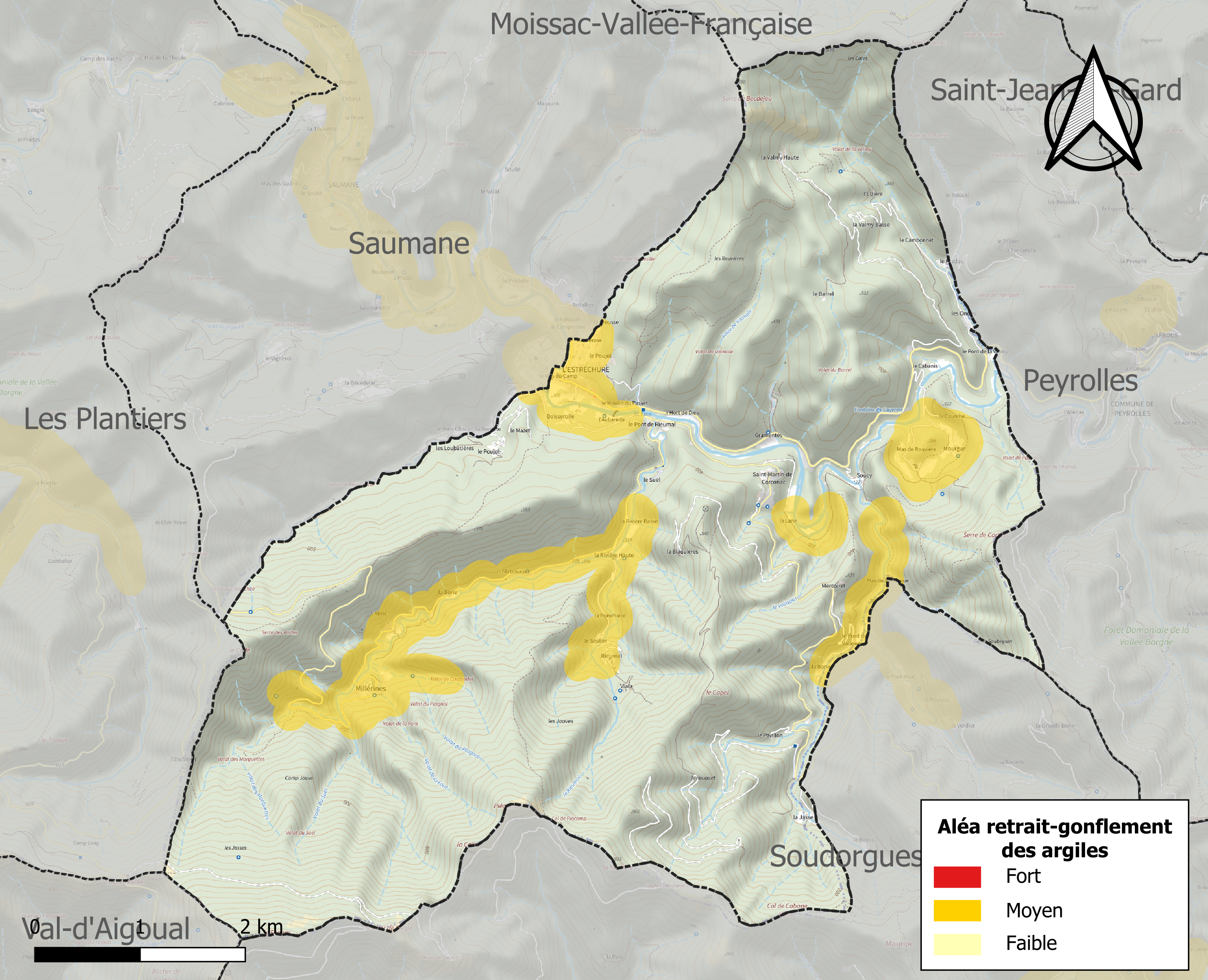
Carte des zones d'aléa retrait-gonflement des sols argileux de l'Estréchure.

La commune est vulnérable au risque de mouvements de terrains constitué principalement du retrait-gonflement des sols argileux. Cet aléa est susceptible d'engendrer des dommages importants aux bâtiments en cas d’alternance de périodes de sécheresse et de pluie. 12,7 % de la superficie communale est en aléa moyen ou fort (67,5 % au niveau départemental et 48,5 % au niveau national). Sur les 173 bâtiments dénombrés sur la commune en 2019, 135 sont en aléa moyen ou fort, soit 78 %, à comparer aux 90 % au niveau départemental et 54 % au niveau national. Une cartographie de l'exposition du territoire national au retrait gonflement des sols argileux est disponible sur le site du BRGM,.
Par ailleurs, afin de mieux appréhender le risque d’affaissement de terrain, l'inventaire national des cavités souterraines permet de localiser celles situées sur la commune.

#### Risque particulier
Dans plusieurs parties du territoire national, le radon, accumulé dans certains logements ou autres locaux, peut constituer une source significative d’exposition de la population aux rayonnements ionisants. Certaines communes du département sont concernées par le risque radon à un niveau plus ou moins élevé. Selon la classification de 2018, la commune de l'Estréchure est classée en zone 3, à savoir zone à potentiel radon significatif.

## Toponymie
Occitan estrechor (prononcer estréchour) : étroitesse, rétrécissement, cf. roman espagnol estrechura, catalan estretura.
Sa racine occitane est estrech (étroit), cf. catalan estret, du bas latin strictus : (chemin) resserré, (lieu) étroit, défilé.

## Histoire

### Moyen Âge
Le hameau de l'Estréchure faisait autrefois partie de Saint-Martin-de-Corconac, Mansus de Corsenaco dans le cartulaire de la seigneurie d'Alais en 1345, puis Prioratus Sancti-Martini de Corquonaquo en 1444. Le blason de l'Estréchure vient de cette filiation, il représente saint Martin partageant son manteau avec un indigent.

### Époque moderne
Lors de la guerre des Cévennes, l'église et le presbytère de Saint-Martin-de-Corconnac sont incendiés en novembre 1702 par les Camisards de Salomon Couderc. L'abbé Goiffon relatera cet événement à la fin du XIXe siècle.

### Révolution française et Empire
En 1793, la commune de Saint-Martin-de-Corconac porte provisoirement le nom de Corconac.

### Époque contemporaine
La construction, en 1870, de la nouvelle route départementale D907 favorise le développement d'un nouveau village au lieu-dit l'Estréchure que l'on peut repérer sur la carte de Cassini. Ce n'est qu'en 1873 que le village prend le nom de l'Estréchure. Par la suite Saint-Martin-de-Corconac se rattachera à l'Estréchure[Interprétation personnelle ?].
En 1910, l'Estréchure compte 580 habitants vivant de l'agriculture, de l'élevage, d'un métier artisanal ou de la culture du ver à soie et des activités des deux filatures du village. La nourriture est largement constituée de plats à base de châtaigne qui se substituent au pain, le châtaignier étant surnommé arbre à pain. L'activité liée au ver à soie qui constitue une ressource importante pour le village périclite dès le début du XXe siècle et entraîne la fermeture des filatures, la première en 1935 (Viala et Girot), la seconde en 1955 (la Prolétarienne). L'exode rural s'accentue, c'est la fin d'un Âge d'Or durant lequel on a pu compter jusqu'à 80 fileuses.

## Politique et administration

### Rattachements administratifs et électoraux

#### Rattachements administratifs
La commune se trouve dans l'arrondissement du Vigan du département du Gard.
Elle faisait partie depuis 1801 du canton de Saint-André-de-Valborgne. Dans le cadre du redécoupage cantonal de 2014 en France, cette circonscription administrative territoriale a disparu, et le canton n'est plus qu'une circonscription électorale.

#### Rattachements électoraux
Pour les élections départementales, la commune fait partie depuis 2014 d'un nouveau canton du Vigan porté de 13 à 46 communes
Pour l'élection des députés, elle fait partie de la cinquième circonscription du Gard.

### Intercommunalité
L'Estréchure était membre de la communauté de communes de la Vallée Borgne, un établissement public de coopération intercommunale (EPCI) à fiscalité propre créé fin 2002 et auquel la commune avait transféré un certain nombre de ses compétences, dans les conditions déterminées par le code général des collectivités territoriales. C'était la communauté de communes la moins peuplée du Gard, avec 1 019 habitants recensés en 1999.
Dans le cadre desprescriptions de la loi de réforme des collectivités territoriales du 16 décembre 2010, qui a prévu le renforcement et la simplification des intercommunalités et la constitution de structures intercommunales de grande taille, cette intercommunalité a fusionné avec ses voisines  pour former, le 1er janvier 2013, la communauté de communes Causses Aigoual Cévennes, dont est désormais membre la commune.

### Liste des maires
| Période                                  | Période                        | Identité               | Étiquette          | Qualité                                      |
| ---------------------------------------- | ------------------------------ | ---------------------- | ------------------ | -------------------------------------------- |
| Les données manquantes sont à compléter. |                                |                        |                    |                                              |
|                                          |                                |                        |                    |                                              |
| 1825                                     | 1826                           | Méjanelle de Perjurade |                    |                                              |
| 1826                                     | 1851                           | Jean Louis Gras        |                    |                                              |
| 1851                                     | 1870                           | Édouard Gras           |                    |                                              |
| 1870                                     |                                | Ulysse Campredon       |                    |                                              |
|                                          | 1880                           | Maurel David           |                    |                                              |
| 1880                                     | 1904                           | Marius Pascal          |                    |                                              |
| 1904                                     | 1914                           | Ulysse Girot           |                    |                                              |
| 1914                                     | 1936                           | Edmond Pascal          |                    | Conseiller général                           |
| 1936                                     | 1940                           | Louis Maurin           |                    |                                              |
| 1940                                     | 1944                           | Léon Aurès             |                    |                                              |
| 1944                                     | 1946                           | Eugène Deleuze         |                    |                                              |
| 1946                                     | 1951                           | Louis Maurin           |                    |                                              |
| 1951                                     | 1953                           | Arthur Julien          |                    |                                              |
| 1953                                     | 1965                           | Gustave Perrier        | Radical-socialiste | Directeur de l'usine de L'Air Liquide à Alès |
| 1965                                     | 1979                           | Maxime André           |                    |                                              |
| 1979                                     |                                | Gustave Manoel         |                    |                                              |
|                                          |                                |                        |                    |                                              |
| 2001                                     | aout 2023                      | Bernadette Macquart    | UDF puis NC        | Cadre retraitée Morte en fonction            |
| octobre 20230                            | En cours (au 30 novembre 2023) | Jacques Hilaire        |                    | Employé retraité                             |

## Population et société

### Démographie
L'évolution du nombre d'habitants est connue à travers les recensements de la population effectués dans la commune depuis 1793. Pour les communes de moins de 10 000 habitants, une enquête de recensement portant sur toute la population est réalisée tous les cinq ans, les populations de référence des années intermédiaires étant quant à elles estimées par interpolation ou extrapolation. Pour la commune, le premier recensement exhaustif entrant dans le cadre du nouveau dispositif a été réalisé en 2004.

En 2022, la commune comptait 152 habitants, en évolution de −6,75 % par rapport à 2016 (Gard : +2,97 %, France hors Mayotte : +2,11 %).
| 1793 | 1800 | 1806 | 1821 | 1831 | 1836 | 1841 | 1846 | 1851 |
| ---- | ---- | ---- | ---- | ---- | ---- | ---- | ---- | ---- |
| 610  | 464  | 484  | 520  | 576  | 548  | 606  | 603  | 611  |

| 1856 | 1861 | 1866 | 1872 | 1876 | 1881 | 1886 | 1891 | 1896 |
| ---- | ---- | ---- | ---- | ---- | ---- | ---- | ---- | ---- |
| 605  | 569  | 592  | 561  | 583  | 600  | 612  | 567  | 580  |

| 1901 | 1906 | 1911 | 1921 | 1926 | 1931 | 1936 | 1946 | 1954 |
| ---- | ---- | ---- | ---- | ---- | ---- | ---- | ---- | ---- |
| 571  | 575  | 553  | 453  | 469  | 513  | 357  | 293  | 295  |

| 1962 | 1968 | 1975 | 1982 | 1990 | 1999 | 2004 | 2006 | 2009 |
| ---- | ---- | ---- | ---- | ---- | ---- | ---- | ---- | ---- |
| 228  | 176  | 158  | 150  | 140  | 143  | 159  | 159  | 174  |

| 2014 | 2019 | 2022 | - | - | - | - | - | - |
| ---- | ---- | ---- | - | - | - | - | - | - |
| 163  | 157  | 152  | - | - | - | - | - | - |

## Économie

### Revenus
En 2018  (données Insee publiées en septembre 2021), la commune compte 79 ménages fiscaux, regroupant 140 personnes. La médiane du revenu disponible par unité de consommation est de 16 990 € (20 020 € dans le département).

### Emploi
|                | 2008   | 2013   | 2018  |
| -------------- | ------ | ------ | ----- |
| Commune        | 6,3 %  | 16,5 % | 9,4 % |
| Département    | 10,6 % | 12 %   | 12 %  |
| France entière | 8,3 %  | 10 %   | 10 %  |

En 2018, la population âgée de 15 à 64 ans s'élève à 97 personnes, parmi lesquelles on compte 61,5 % d'actifs (52,1 % ayant un emploi et 9,4 % de chômeurs) et 38,5 % d'inactifs,. Depuis 2008, le taux de chômage communal (au sens du recensement) des 15-64 ans est inférieur à celui de la France et du département.
La commune est hors attraction des villes,. Elle compte 43 emplois en 2018, contre 28 en 2013 et 36 en 2008. Le nombre d'actifs ayant un emploi résidant dans la commune est de 52, soit un indicateur de concentration d'emploi de 83,6 % et un taux d'activité parmi les 15 ans ou plus de 40,8 %.
Sur ces 52 actifs de 15 ans ou plus ayant un emploi, 15 travaillent dans la commune, soit 29 % des habitants. Pour se rendre au travail, 78,4 % des habitants utilisent un véhicule personnel ou de fonction à quatre roues, 2 % les transports en commun, 9,8 % s'y rendent en deux-roues, à vélo ou à pied et 9,8 % n'ont pas besoin de transport (travail au domicile).

### Activités hors agriculture
20 établissements sont implantés  à l'Estréchure au 31 décembre 2019.
Le secteur de l'administration publique, l'enseignement, la santé humaine et l'action sociale est prépondérant sur la commune puisqu'il représente 40 % du nombre total d'établissements de la commune (8 sur les 20 entreprises implantées  à l'L'Estréchure), contre 13,5 % au niveau départemental.

### Agriculture
|               | 1988 | 2000 | 2010 | 2020 |
| ------------- | ---- | ---- | ---- | ---- |
| Exploitations | 7    | 6    | 2    | 1    |
| SAU (ha)      | 151  | 198  | 8    | 50   |

La commune est dans les Cévennes, une petite région agricole occupant l'ouest du département du Gard. En 2020, l'orientation technico-économique de l'agriculture  sur la commune est l'élevage d'ovins ou de caprins. Une seule  exploitation agricole ayant son siège dans la commune est recensée lors du recensement agricole de 2020 (sept en 1988). La superficie agricole utilisée est de 50 ha,,.

## Culture locale et patrimoine

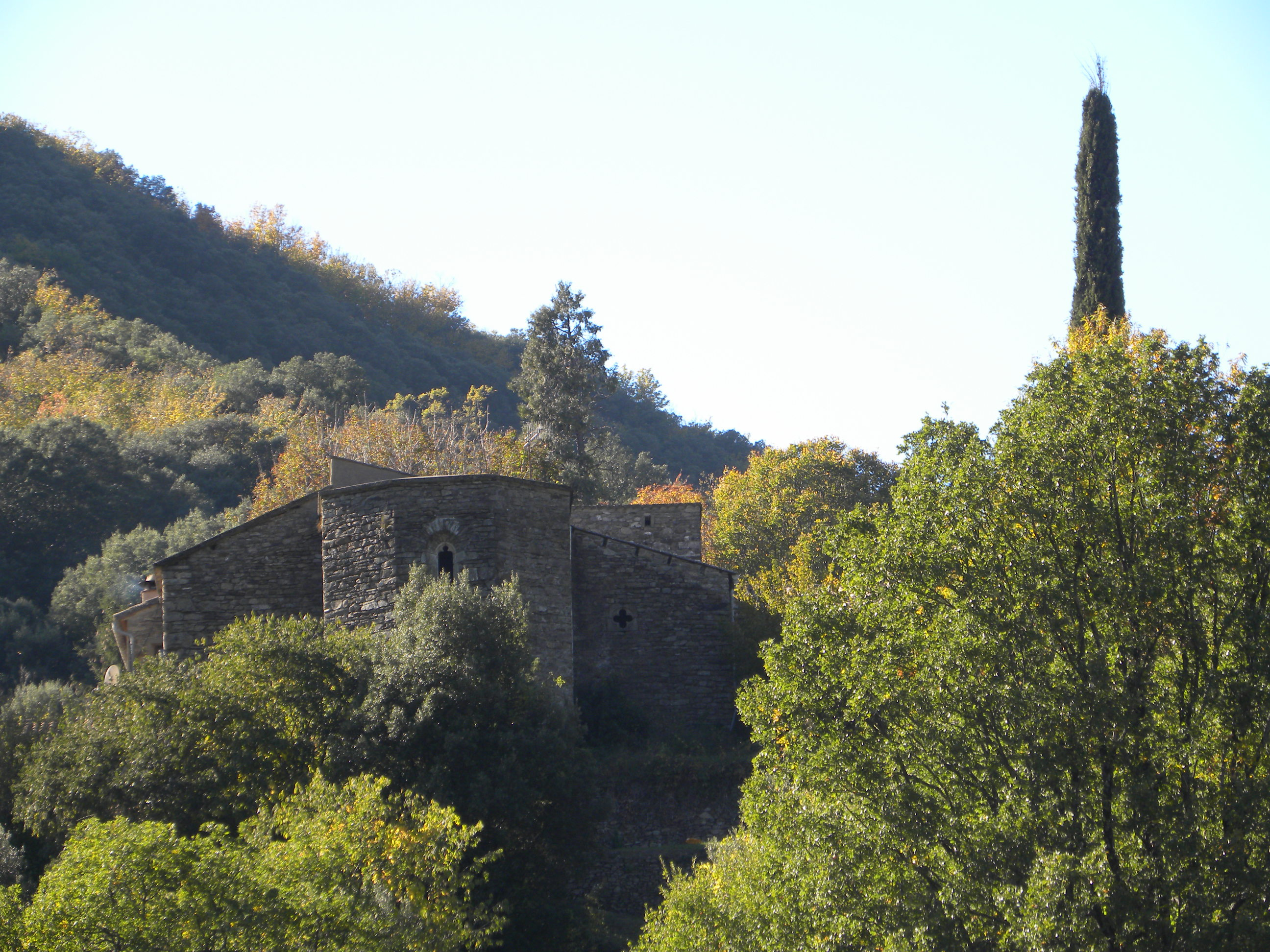
Église de Saint-Martin de Corconac.

- Église de Saint-Martin-de-Corconac. L'édifice a été inscrit au titre des monuments historiques en 2012[39].
- Temple protestant de L'Estréchure.

### Héraldique
| Blason de L'Estréchure | Blason  | D'azur, à un saint Martin à cheval, d'or.        |
| Blason de L'Estréchure | Détails | Le statut officiel du blason reste à déterminer. |

## Pour approfondir